# Pristimantis reichlei
Pristimantis reichlei là một loài động vật lưỡng cư trong họ Strabomantidae, thuộc bộ Anura. Loài này được Padial & De la Riva mô tả khoa học đầu tiên năm 2009.

## Hình ảnh

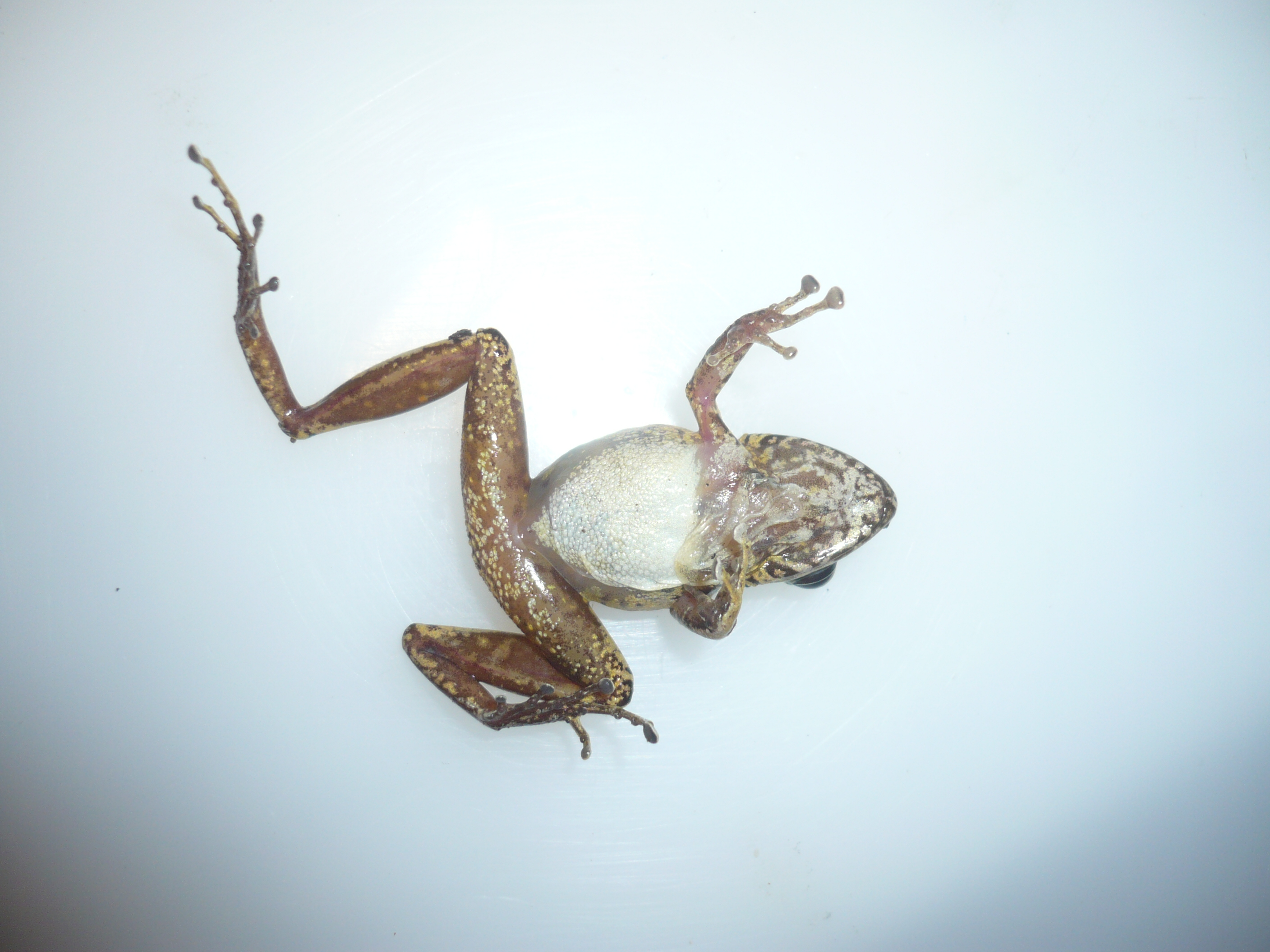
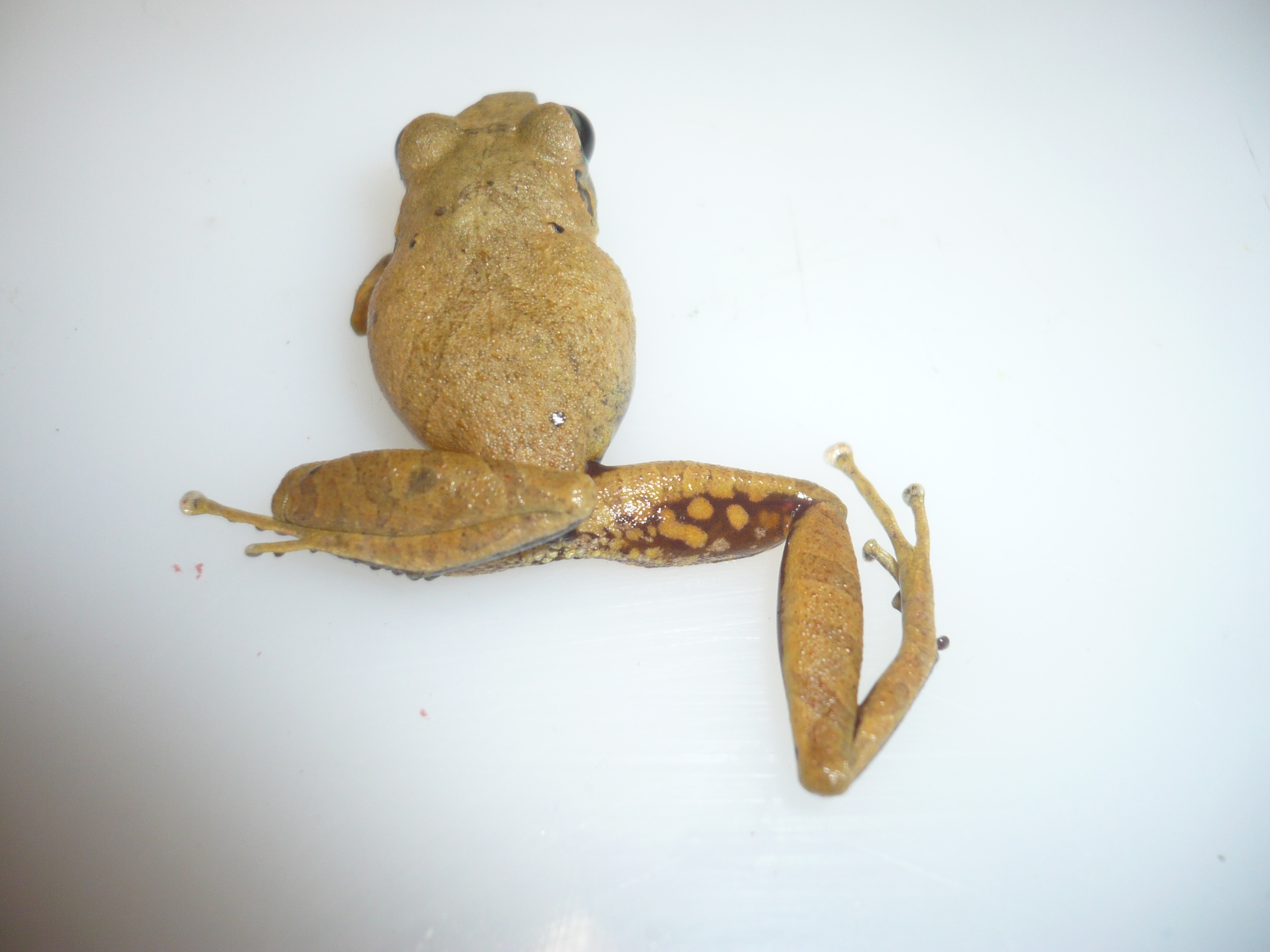